# Lorena Reginato
Lorena Reginato (Jaú, 2004 ou 2005) é uma youtuber conhecida por seu canal Careca TV, que criou após retirar um tumor no cérebro.

## Biografia
Aos 11 anos, Lorena começou a queixar-se de dores nas costas, cabeça e tontura, mas seus pais pensaram que se tratava de sintomas do início da menstruação. Inicialmente, ela foi diagnosticada com enxaqueca, porém os sintomas persistiram e ela passou a ter problemas na visão. Em 2015, Lorena foi diagnosticada com um tumor no cérebro que estava pressionando seu nervo óptico e foi internada com urgência. Em 9 de março, Lorena passou por uma cirurgia para retirar a hidrocefalia, e no dia 14 de março, o tumor foi retirado. Após a cirurgia, ela apresentou um quadro de mutismo cerebelar, que impactou seus movimentos e fala. Ela passou 45 dias sem conseguir falar. Ela passou por um longo tratamento oncológico em Ribeirão Preto, onde realizou 48 sessões de quimioterapia e 34 de radioterapia.
Em 14 de março de 2016, ela criou o canal sobre skate e gameplay Careca TV para realizar seu sonho de ser youtuber. Em seu primeiro vídeo, criado com auxílio de sua irmã, ela apareceu com a touca de Jake, do desenho animado Hora de Aventura e introduziu o canal, além de explicar que as "tremidas" em sua voz eram sintomas de sua doença. O vídeo viralizou, e em dois dias conseguiu quase 900 mil visualizações e 400 mil inscritos. Em 3 dias, o canal atingiu o marco de 700 mil inscritos. Lorena agradeceu o sucesso inesperado e passou a madrugada respondendo os comentários. Ela passou a falar sobre sua doença no canal. Ela também começou a ser reconhecida na rua e a dar autógrafos. Em uma semana, o canal atingiu mais de um milhão de inscritos, e Lorena transformou seu quarto em um estúdio de gravação. Seus amigos da escola começaram a gerir seus perfis nas redes sociais. Seus vídeos foram compartilhados por famosos como Wesley Safadão, Lucas Salles e Júlio Cocielo. Lorena também foi representada como um personagem da Turma da Mônica dentro do Projeto Donas da Rua. Ela gravou vídeos com youtubers populares da época, como o mágico Pyong Lee e o comediante Leo Martins. Ela também cedeu entrevistas para programas como o Domingo Espetacular e o Fantástico. Lorena também publicou livros. Durante seu canal No dia 28, um hacker invadiu seu canal e deletou os dois vídeos que ela havia postado. Sua irmã recriou o canal pouco tempo depois. Em seguida, foi atacada por haters, afirmando que ela havia usado sua doença para ganhar fama. Golpistas também se passaram por ela para pedir dinheiro.
Em 26 de janeiro de 2017, Lorena publicou um vídeo comemorando a vitória contra o câncer, apesar de continuar praticando hidroterapia, fonoaudiologia e fisioterapia. Seu post de comemoração no Facebook conseguiu 130 mil reações e mais de 3 mil compartilhamentos. Entre os comentários da postagem, estavam perfis como Cartoon Network e SBT. Ela continuou produzindo para o seu canal, que voltou a ter foco em gameplay. Em 2022, morava em Bauru e entrou no curso de Produção Audiovisual, com o objetivo de montar sua própria produtora. Ela parou de se dedicar ao canal por falta de tempo.